# 基茨比尔附近奥拉赫
基茨比尔附近奥拉赫是奥地利蒂罗尔州基茨比尔的一个市镇。总面积54.2平方公里，总人口1245人，人口密度23.0人/平方公里（2005年）。